# Dragomănești, Vaslui
Dragomănești este un sat în comuna Gherghești din județul Vaslui, Moldova, România.
 Acest articol despre o localitate din județul Vaslui este deocamdată un ciot. Puteți ajuta Wikipedia prin completarea lui.